# Jacques Mac Carthy
Jacques Mac Carthy est un géographe et traducteur français, d’origine irlandaise, né à Cork en 1785 et mort aux Batignolles en 1835. Il est le père d'Oscar Mac Carthy.
Il prend du service dans l’armée française en 1800, devient chef de bataillon, puis est attaché au dépôt de la guerre. On lui doit un grand nombre de traductions de l’anglais. Ses ouvrages sur la géographie ont eu du succès. 

## Œuvres
Citons : 
- Choix de voyages (1822, 10 vol. in-8°) ;
- Dictionnaire de géographie (1824, in-8°), souvent réimprimé en 2 vol. ;
- Dictionnaire universel de géographie physique, politique, historique, etc. (1827 et suiv., 2 vol. in-8°) ;
- Traité élémentaire de géographie (1833, in-8°).

Parmi ses traductions, le Précis de l’histoire politique et militaire de l’Europe, de Bigland ; le Voyage en Chine, d’Ellis ; le Voyage dans la régence d’Alger, de Shaw, etc.

## Source
« Jacques Mac Carthy », dans Pierre Larousse, Grand dictionnaire universel du XIXe siècle, Paris, Administration du grand dictionnaire universel, 15 vol., 1863-1890 [détail des éditions].